# 元愿达
元愿达（481年—537年），河南郡洛阳县（今河南省洛阳市东）人，魏明元帝拓跋嗣玄孙，元法益之子，北魏宗室、官员，后投降南梁。

## 生平
元愿达在北魏出任中书令、郢州刺史。大通二年四月庚子（528年5月17日），尔朱荣发动河阴之变，杀死幼主元钊和灵太后。四月辛丑（528年5月18日），元愿达献出郢州归顺南梁。梁武帝萧衍派遣郢州刺史元树前往迎接元愿达，南梁信武将军、司州刺史夏侯夔也从楚城与元树会师。梁武帝诏令改郢州为北司州，以夏侯夔为刺史。北魏征召都督尉庆宾返回京师，他的部队调拨给抚军将军、豫州刺史源子恭，前往讨伐元愿达。梁武帝诏令封元愿达为乐平公，食邑一千户，赐给元愿达宅第和歌舞伎，以元愿达出任使持节、散骑常侍、都督湘州诸军事、平南将军、湘州刺史。中大通二年（530年），元愿达被征召担任侍中、太中大夫、翊左将军。大同三年（537年），元愿达去世，虚岁五十七。

## 延伸阅读
[在维基数据编辑]
 《梁書·卷39》，出自姚思廉《梁書》